# Hosszúcsőrű gyapjasmadár
A hosszúcsőrű gyapjasmadár (Hemignathus obscurus vagy Akialoa obscura) a madarak osztályának verébalakúak (Passeriformes) rendjébe és a pintyfélék (Fringillidae) családjába tartozó kihalt faj.

## Előfordulása
Az Amerikai Egyesült Államokhoz tartozó Hawaii szubtrópusi vagy trópusi nedves hegyi erdőkben volt honos.

## Kihalása
Az élőhely elvesztése miatt halt ki 1940-ben. Nincs múzeumi példánya.